# Sergier
Die Sergier sind ein altes römisches Patriziergeschlecht, die gens Sergia, deren Gentilname Sergius lautet. Die Sergier stellten zahlreiche römische Konsuln und waren in den Fasti Capitolini von der Mitte des 5. Jahrhunderts v. Chr. bis in die zweite Hälfte des 4. Jahrhunderts v. Chr. häufig vertreten. 
Wahrscheinlich sind die Sergier etruskischen Ursprungs und näher mit den Serviliern, gens Servilia, verbunden und eventuell verwandt gewesen. Robert Werner geht davon aus, dass es sich um zwei Zweige einer einzigen Familie gehandelt habe. Grund für diese Annahmen ist, dass in beiden gentes das Cognomen Fidenas auftaucht. Die Annahme R. M. Ogilvies, das Cognomen „Fidenas“ lasse den Schluss zu, die gens stamme aus der Stadt Fidenae, ist aber rein spekulativ. Nach den Sergiern ist die gentilizische Tribus Sergia benannt.
Der früheste Vertreter der gens Sergia, ein Marcus Sergius Esquilinus, taucht für das Jahr 450 v. Chr. in den Fasti Capitolini sowie anderen antiken Quellen auf. Das Cognomen Esquilinus ist sonst in der Familie nicht bekannt, die anderen frühen Vertreter der gens Sergia trugen das Cognomen Fidenas. Folgende Sergier erreichten das Amt des Konsuls oder des Konsulartribunen:
- Lucius Sergius Fidenas: Konsul 437 und 429 v. Chr., Konsulartribun 433, 424 und 418 v. Chr.
- Manius Sergius Fidenas: Konsulartribun 404 und 402 v. Chr.
- Lucius Sergius Fidenas: Konsulartribun 397 v. Chr.
- Gnaeus Sergius Fidenas: Konsulartribun 387, 385 und 380 v. Chr.

Nachdem das Geschlecht in der zweiten Hälfte des 4. Jahrhunderts v. Chr. an politischem Einfluss verloren hatte, gelangten kurz nach dem Zweiten Punischen Krieg noch einmal Mitglieder der gens bis zur Praetur.
- Gaius Sergius Plautus: praetor urbanus 200 v. Chr.
- Marcus Sergius Silus: praetor urbanus 197 v. Chr.

Um 110 v. Chr. gelangte ein Manlius Sergius zur Prätur und war Prokonsul in der Provinz Hispania ulterior.
Der berühmteste Sergier war Lucius Sergius Catilina (Prätor 68 v. Chr.), der Gegenspieler Marcus Tullius Ciceros in der Catilinarischen Verschwörung.
Für das Alter und das Ansehen der Sergier spricht, dass Vergil ihnen über ihren sagenhaften Stammvater Sergestus eine trojanische Abstammung andichtet. Nach den Sergiern war in Rom eine Olivenart, die Sergia bzw. Sergiana, benannt.